# Термодинамички процеси
Термодинамички процеси су процеси који се дешавају над термодинамичким системом преко промене спољашњих параметара (најчешће спољашњом променом температуре, притиска или запремине) тако да он прелази из једног у друго термодинамичко стање.
Термодинамички процеси се међусобно разликују по физичким параметрима који их карактеришу и врсти енергије која се не преноси у датом процесу.
Помоћу термодинамичких процеса могуће је управљати термодинамичким системом. 

## Подела процеса у односу на граничну површ
Термодинамички процеси се међусобно разликују у зависности од квалитета граничне површи између система и околине (или између 2 термодинамичка система).
Квалитети границе у општем случају могу зависити од:
- екстензивног параметра система (притисак, запремина, температура, ...)
- хемијске компоненте
- енергије (топлота, унутрашња енергија, рад), енталпије или ентропије

### Зависност од екстензивног параметра система
Граница може да буде рестриктивна или нерестриктивна за неки екстензивни параметар, па када она не дозвољава промену тог параметра издвајају се типови термодинамичких процеса који се посебно изучавају:
- Изобарски процеси, процеси који се врше при константном притиску (параметар је притисак)
- Изохорски процеси, процеси који се врше при константној запремини система
- Изотермски процеси, процеси који се врше при константној температури

### Зависност од хемијске компоненете
Ако је гранична површ рестриктивна за одређени хемијски параметар, одржава се број молова и граница се назива непермеабилна, а у супротном је граница пермеабилна и број молова није константан.

### Зависност од енергије, енталпије или ентропије
- Адијабатски процеси, процеси код којих граница онемогућује размену топлоте између система и околине
- Равнотежно стање, процес у коме је унутрашња енергија система одржана
- термомеханички процеси, када граница не дозвољава вршење рада
- Изоенталпијски процеси, процеси који не мењају енталпију система
- Изоентропијски процеси, реверзибилни адијабатски процеси, процеси који не мењају ентропију система

## Размена енергије
Размена енергије између два термодинамичка система или између система и околине такође зависи од квалитета границе, и може бити:
- рад, када је кретање уређено и граница омогућава размену рада
- топлота, микроскопски степени слободе код неуређеног кретања када граница не омогућава размену топлоте (у случајевима када граница омогућава размену топлоте, систем се назива диатермални)
- путем честица, када је гранична површ пермеабилна

Изоловани систем је систем чија граница не дозвољава размену ни енергије, ни запремине, ни количине супстанце.

## Врсте процеса
- Изобарски процеси, процеси који се врше при константном притиску
- Изохорски процеси, процеси који се врше при константној запремини система
- Изотермски процеси, процеси који се врше при константној температури
- Адијабатски процеси, процеси код којих граница онемогућује размену топлоте између система и околине
- Равнотежно стање, процес у коме је унутрашња енергија система одржана
- Термомеханички процеси, када граница не дозвољава вршење рада
- Изоенталпијски процеси, процеси који не мењају енталпију система
- Изоентропијски процеси, реверзибилни адијабатски процеси, процеси који не мењају ентропију система